# 张青莲
张青莲（1908年7月31日—2006年12月14日），男，江苏常熟人，中国无机化学家，教育家，輔仁大學教授，中国科学院院士。

## 生平
张青莲于1936年获德国柏林大学博士学位。
1980年代开始主持出版了《无机化学丛书》。